# Radzie (województwo warmińsko-mazurskie)
Radzie (niem. Radzien) – wieś w Polsce położona w województwie warmińsko-mazurskim, w powiecie giżyckim, w gminie Wydminy.
Wieś założono pod koniec XV w. – w 1485 r. komtur z Pokarmina Johann von Tieffen (późniejszy wielki mistrz zakonu krzyżackiego) nadał tu 10 włók chełmińskich (ok. 178 ha) Radziowi i Mazurowi jako majątek służebny. W 1561 r. książę pruski Albrecht Hohenzollern potwierdził przywilej dla wsi. Do 1945 r. znajdowała się na terenie Prus. 
W 1539 r. było tu 11 wolnych chłopów, którzy gospodarowali na prawie chełmińskim. W 1719 było tu 12 chłopów, a wieś zajmowała ponad 23 włók. W 1813 r. założono szkołę. W 1938 r. niemiecka administracja nazistowska zmieniła nazwę wsi z Radzien na Königsfliess. Rok później było tu 396 mieszkańców, wieś liczyła 1175,5 ha, była tu karczma, szkoła z 2 nauczycielami i dwiema salami lekcyjnymi oraz młyn (napędzany energią wiatrową). 
W styczniu 1945 r. większość mieszkańców ewakuowała się na zachód uchodząc przed armią radziecką. Pozostali tzw. Starzy Mazurzy (z rodzin zamieszkałych tu od wielu pokoleń) wyjechali do Niemiec w latach pięćdziesiątych i siedemdziesiątych XX wieku. Osiedlili się tutaj nowi mieszkańcy pochodzący z Podlasia i z północno-wschodniej Polski (z dzisiejszej Białorusi i Litwy). 
W 1970 r. we wsi mieszkało 316 osób w 43 domach, było tu 36 gospodarstw o łącznej powierzchni 355 ha, 43 domy. W 2015 r. mieszkało tu 114 osób w 32 domach. W latach 1975–1998 miejscowość położona była w województwie suwalskim.
W Radziach ostatnie lata życia spędził i zmarł pisarz Roman Bratny.